# Küss mich – Kyss mig
Küss mich – Kyss mig (Originaltitel: Kyss mig) ist ein schwedisches romantisches Filmdrama aus dem Jahr 2011 unter der Regie von Alexandra-Therese Keining.

## Handlung
Mia Sundström, eine aufstrebende Architektin, will ihren Geschäftspartner Tim Bratthall heiraten. Mia und Tim fliegen von ihrem Haus in Stockholm nach Göteborg, wo sie eine Geburtstagsfeier für Mias verlobten Vater Lasse besuchen. Auf der Party trifft Mia auf Frida, eine Lehrerin und die älteste Tochter von Lasses Verlobter Elisabeth. Mia und Frida tauschen viele Blicke aus, die auf eine gegenseitige Anziehung hindeuten.
Da Lasse möchte, dass seine Tochter ihre zukünftige Stiefmutter und Stiefschwester besser kennenlernt, besteht er darauf, dass Mia sie auf ihrem Wochenendausflug begleitet. Mia und Frida reisen mit Elisabeth auf die dänische Insel Fünen zum ehemaligen Sommerhaus, das sich Elisabeth und Lasse teilen wollen. Während der dreitägigen Exkursion sind Mia und Frida gezwungen, sich ein Schlafzimmer zu teilen. Während des Wochenendes ist Frida, eine geoutete Lesbe, weiterhin von Mia fasziniert, welche die Gefühle erwidert, aber dadurch in Konflikt mit ihrer Beziehung zu Tim gerät. Mias und Fridas Gefühle füreinander blühen auf, was schließlich zu Sex führt. Danach kehrt Mia mit Tim nach Stockholm zurück, während Frida zu ihrer Lebensgefährtin Elin zurückkehrt.
Beide Frauen sind jedoch nicht in der Lage, ihre geheime leidenschaftliche Zeit zu vergessen. Es bleibt Mia überlassen, entweder ihre romantischen Gefühle für Frida zu unterdrücken und mit ihren Hochzeitsplänen weiterzumachen oder ihre Verlobung mit Tim zu lösen und ein neues Leben mit Frida anzufangen.
Frida geht, nachdem sich Mia nicht entscheiden will, nach Spanien. Mia folgt ihr, und beide sind erleichtert, dass sie nun ein Paar sind.

## Produktion und Veröffentlichung
Küss mich – Kyss mig wurde in den schwedischen Städten Stockholm und Ystad sowie auf der dänischen Insel Fünen und in der spanischen Stadt Sitges nahe Barcelona gedreht.
Am 29. Juli 2011 kam der Film in die schwedischen Kinos. Am 6. Dezember 2012 startete er in der Originalfassung mit Untertiteln in einigen deutschen Kinos. Diese Fassung erschien am 12. November 2012 auf DVD.

## Filmmusik
Die Musik für diesen Film enthält von Marc Collin bearbeitete Originalpartituren sowie eine vielseitige Mischung aus Songs verschiedener Musiker wie José González, der Reggaeband Kultiration und der schwedischen Pop-Ikone Robyn.

## Kritik
Das Lexikon des internationalen Films schrieb: „Konventionelle Romanze, die immer wieder schöne, intensive Momente findet, insgesamt aber zu klischeehaft bleibt.“

## Auszeichnungen
Der Film gewann 2011 den Durchbruch-Preis beim AFI-Festival. Liv Mjönes wurde 2012 für den schwedischen Filmpreis Guldbagge in der Kategorie Beste Nebendarstellerin nominiert. Im selben Jahr gewann Josefine Tengblad den Lorens-Preis in der Kategorie Besondere Leistungen.